# キョプリュリュ・ムスタファ・パシャ
キョプリュリュ・ファズル・ムスタファ・パシャ（Köprülü Fazıl Mustafa Paşa, 1637年 - 1691年8月19日）は、オスマン帝国の大宰相（首相。在任：1689年10月25日 - 1691年8月19日）。皇帝はスレイマン2世とアフメト2世。

## 略歴
1637年、イスタンブールに官僚キョプリュリュ・メフメト・パシャの次男として誕生。2歳年上の兄にキョプリュリュ・アフメト・パシャがいる。父と兄、そして義兄弟のカラ・ムスタファ・パシャは3代続けて大宰相に上り、キョプリュリュ時代と呼ばれる帝国の隆盛を築いた。ムスタファも1680年頃、メフメト4世のもとでシリストレ（現在のブルガリア、ルーマニア近辺）の宰相になる。
1683年、カラ・ムスタファが第二次ウィーン包囲で敗れ刑死したが、カラ・ムスタファに代わりうる人材はおらず、6年足らずの間に5人の大宰相が交代する混乱を招いた。大宰相人事の混迷は軍事面にも影響し、オスマン軍はキリスト教国連合（神聖同盟）軍に一方的に押され本土防衛まで危うい状況となった。そこで、かつての栄光にすがるように、再びキョプリュリュ家からムスタファが大宰相に立てられた。
折しもヨーロッパ西部ではフランスとドイツ諸国の間に大同盟戦争が勃発し、オーストリアによる東方への圧力が削がれた。ムスタファは期待に応えバルカン半島を南下する連合軍を食い止め、さらにはセルビアまで戦線を押し戻した。
1691年、セルビア北部ヴォイヴォディナでバーデン辺境伯ルートヴィヒ・ヴィルヘルムが率いる連合軍と対決した（スランカメンの戦い）。オスマン軍80000、連合軍50000の兵力が衝突した大会戦であるが、兵数ではオスマン軍が上回るものの、騎兵中心のオスマン軍は、あらかじめ馬防柵を張り巡らせ高性能の銃を装備した連合軍の前に突撃の勢いを殺され、反撃に出た連合軍との激戦の中、ムスタファの本隊まで戦闘に巻き込まれた。ムスタファは近習900と共に連合軍に6000の損害を与える奮戦を見せたが、ついに敵わず戦死した。戦闘自体も連合軍の完勝に終わった。
スランカメンでの敗北とムスタファの死によって、この戦争におけるオスマン帝国の勝利の目はほぼ無くなった。オスマンにとって幸いなことに、この頃には連合軍の足並みは揃わなくなっており、戦争は膠着状態になった。